# Centre hospitalier interrégional Edith-Cavell
Pour les articles homonymes, voir CHIREC.
Le Centre Hospitalier Interrégional Edith Cavell, dit CHIREC, est un ensemble hospitalier composé de cinq entités :
- Hôpital Delta
- Clinique Ste-Anne St-Remi
- Hôpital de Braine l'Alleud-Waterloo
- Clinique de la Basilique
- Centre Médical Edith Cavell